# 4165 Didkovskij
4165 Didkovskij è un asteroide della fascia principale. Scoperto nel 1976, presenta un'orbita caratterizzata da un semiasse maggiore pari a 2,4534478 UA e da un'eccentricità di 0,1776484, inclinata di 11,89317° rispetto all'eclittica.